# Gnaius Domitius Ahenobarbus (consul in 162 v.Chr.)
Gnaius Domitius Ahenobarbus was de zoon van Gnaius Domitius Ahenobarbus (consul in 192 v.Chr.) en werd al op vroege leeftijd aangesteld als pontifex (172 v.Chr.).
Tijdens de Derde Macedonische Oorlog (171 - 168 v.Chr.) werd hij samen met A. Licinius Nerva en L. Baebius in 169 v.Chr. aangesteld om als officiële gezanten af te reizen richting Macedonia. Het was hun taak om de aankomende consul L. Aemilius Paulus voor het jaar 168 v.Chr. met raad en daad bij te staan in zijn strijd tegen de Macedonische koning Perseus en een duidelijke inschatting te maken van de staat van het Romeinse leger in deze gebieden.
Na de definitieve nederlaag van Perseus tijdens de slag bij Pydna in 168, werd Gn. Domitius Ahenobarbus aangesteld als een van de tien commissarissen die, in samenwerking met de proconsul Lucius Aemilius Paulus Macedonicus, de vorming van de provincia Macedonia moesten bewerkstelligen. De overige leden van deze commissie waren A. Postumius Albinus, C. Claudius Pulcher, Q. Fabius Labeo, C. Licinius Crassus (allen ex-consuls) en  Ser. Cornelius Sulla, een zekere L. Junius, T. Numisius Tarquiniensis en A. Terentius Varro.
Nadat P. Cornelius Scipio Nasica en C. Marcius Figulus, de oorspronkelijke consuls van het jaar 162 v.Chr., bijna onmiddellijk na hun aanstelling, moesten aftreden vanwege problemen bij de auspices, werd Cn. Domitius Ahenobarbus samen met  P. Cornelius Lentulus aangesteld als consul suffectus.

## Voetnoten
1. ↑  Livius, Ab Urbe Condita[dode link], XLII, 28.
2. ↑  Livius, Ab Urbe Condita[dode link], XLIV, 18.
3. ↑  Livius, Ab Urbe Condita[dode link], XLV, 17.
4. ↑  staat bij Livus bekend onder de naam A. Postumius Luscus.
5. ↑  Cicero, de Natura Deorum, II, 4; de Divinatione, II, 35; Valerius Maximus, de Factis Dictisque Memorabilibus, I, 1. Gearchiveerd op 9 juli 2023.